# Joan Llongueras i Badia
Joan Llongueras i Badia (Barcelona, 6 de junio de 1880 - ibidem, 13 de octubre de 1953) fue un compositor, pedagogo musical y poeta español.
Fue promotor en Cataluña del dalcrozismo, un innovador sistema de aprendizaje musical mediante el ritmo y el movimiento, ideado por el suizo Émile Jaques-Dalcroze. Este método ejerció durante el primer tercio del siglo XX una clara influencia en el sector profesional de las artes escénicas. Llongueras creó en 1912 el Instituto Catalán de Rítmica y Plástica (futuro Instituto Joan Llongueras), dentro de la estructura del Orfeón Catalán. En él aplicó las ideas del dalcrozismo tanto al arte como a la enseñanza musical infantil y a las terapias para discapacitados. Asimismo, en sus columnas en la Revista Musical Catalana y La Veu de Catalunya hizo una interpretación crítica de las actuaciones de los ballets de Diaguilev en el Liceo.

## Biografía
Se formó musicalmente con Domènec Mas i Serracant, Enric Granados, Lluís Millet y Enric Morera. Más tarde estudió y se diplomó en 1911 en el Instituto Jaques-Dalcroze de Ginebra. De regreso a Cataluña, en 1912 fundó el Instituto Catalán de Rítmica y Plástica, desde el que introdujo el método Jaques-Dalcroze en Cataluña, y fue su máximo impulsor.
Su labor de pedagogo tuvo otras muchas facetas: fundó y dirigió (1901-1918) la Escuela Coral de Tarrasa y dirigió (1912-1918) la escuela municipal de música de Tarrasa, antes de dirigir la de Barcelona (1924); también fue el director musical de las Escuelas del Ayuntamiento de Barcelona y de las Escuelas Blanquerna. En 1923 colaboró en la Revista Catalana de Música. Fundó la Escuela Vallparadís junto con Artur Martorell, Enric Gibert y Alexandre Galí.
Fue proclamado Mestre en Gai Saber en los Juegos Florales de Barcelona de 1934. Algunos de sus poemas recibieron música de Lluís Millet y de Enric Morera. Hizo de crítico musical en La Veu de Catalunya y publicó habitualmente en la Revista Musical Catalana.
Fue padre del pedagogo, compositor y director Josep Jordi Llongueras i Galí (1911-1981).
Tiene dedicada una plaza en Barcelona. El fondo personal de Joan Llongueras se conserva en la Biblioteca de Cataluña. 

## Obras

### Obra literaria
- Ínfimes cròniques d'alta civilitat (1911)
- Evocaciones y recuerdos de mi primera vida musical en Barcelona (1944)

Poemas presentados a los Juegos Florales de Barcelona
- Viatge (1904), 3r accésit a la Flor Natural[7]
- L'amorosa Anna-Maria (1920)
- Cançó de fadrina (1928), accésit a la Flor Natural
- Cançó de Treball (1928)
- Sensació de capvespre (1928)
- Muntanya de Montserrat (1928 y 1930), premio de la Englantina de oro en 1930
- Montserrat (1928 y 1931)
- El desvari de les hores (1929)
- Contemplació de les hores (1930), premio de la Viola de oro y plata
- Infants (1930, 1931 y 1932)
- Angels (1931)
- Els anells de Mariagnó (1931)
- Juvàlia i els fills (1931 y 1932)
- Juvàlia i l'espòs (1932 y 1933)
- Capvespral (1933), 2o accéit a la Flor Natural
- A la llengua de la Pàtria (1934), premio de la Englantina de oro
- Estampes (1934)
- Ombres del passat (1934)

### Obra musical
Es autor de la música y la letra de más de cien canciones infantiles escritas entre 1900 y 1949, sobre todo destinadas a los alumnos de su Instituto. La mayoría fueron editadas por Unión Musical Española y por Editorial Boileau. Algunas han pasado incluso a ser consideradas como canciones tradicionales.
Canciones infantiles
- Cançons amb gestos i rondes infantils de Jacques-Dalcroze
- Quatre sèries de cançons i jocs infantils
- La festa dels reis
- Les figures del pessebre
- Les cançons de Nadal
- El joc del cel
- L'alegria dels sants reis

Música para piano
- Jan i Mia
- La vida senzilla
- L'estiu efímer

Música coral
- Goigs de la Verge de Núria (texto: Joan Maragall)
- Som Catalans